# Galactosamine
La galactosamine est une osamine dérivant structurellement du galactose. Avec la glucosamine, le glucose et le galactose, elle entre dans la composition d'hormones glycoprotéiques telles que l'hormone folliculo-stimulante (FSH) et l'hormone lutéinisante (LH).